# Élection présidentielle algérienne de 1988
L'élection présidentielle algérienne de 1988 est l'élection du président de la République algérienne démocratique et populaire qui s'est déroulée le 22 décembre 1988. Le président sortant, Chadli Bendjedid, seul candidat, a été réélu avec 93,26 % des voix.